# Marion Jones
Marion Jones (ur. 12 października 1975 w Los Angeles) – amerykańska lekkoatletka przyłapana na dopingu, była mistrzyni świata i mistrzyni olimpijska na dystansie 100 i 200 metrów (tytuły odebrano).

## Życiorys

### Kariera lekkoatletyczna
W 1992, mając niespełna 17 lat zdobyła srebrny medal mistrzostw świata juniorów w sztafecie 4 × 100 metrów.
Pierwsze znaczące seniorskie sukcesy odniosła w 1997 na mistrzostwach świata w Atenach zdobyła złoty medal w biegu na 100 metrów oraz w sztafecie 4 × 100 metrów. Startowała również w skoku w dal, zajmując 10. miejsce.
W 1999 sięgnęła po złoty medal mistrzostw świata na 100 m oraz brązowy w skoku w dal.
Podczas Igrzysk Olimpijskich w Sydney zdobyła 5 medali: 3 złote w biegach na 100 m, 200 m i sztafecie 4x400 m oraz 2 brązowe w skoku w dal i sztafecie 4x100 m. Rok później zdobyła dwa złote medale (na 100 m i 200 m) na mistrzostwach świata w Edmonton.
Została zdyskwalifikowana na 2 lata po wykryciu afery z kalifornijskim laboratorium BALCo.
Na stadion powróciła na igrzyskach olimpijskich w Atenach w 2004. Wystartowała w amerykańskiej sztafecie 4x100, która została zdyskwalifikowana ze względu na złe podanie pałeczki. W skoku w dal zajęła 5 miejsce.
Dwa lata później wystartowała w mitingu lekkoatletycznym Golden League. W Rzymie na 100 metrów była druga za jej największą rywalką z Jamajki – Sherone Simpson, z rezultatem 10,91 s. W Paryżu jednak okazała się lepsza i wygrała rezultatem 10,92 s. Potem została oskarżona o stosowanie niedozwolonych środków dopingujących (erytropoetyny – EPO). Według agencji Reuters i amerykańskiej prasy („Los Angeles Times” i „Washington Post”) pozytywny wynik dały badania próbki A. Kontrola została przeprowadzona w czerwcu podczas mistrzostw USA w Indianapolis, gdzie 30-letnia Jones wygrała bieg na 100 m wynikiem 11,10 s, zdobywając czternasty tytuł mistrzyni kraju, a piąty na tym dystansie. Wynik próbki B okazał się negatywny i Jones została oczyszczona z zarzutów.
Była twarzą firmy sportowej Nike. Wzięła udział w kampanii propagującej picie mleka. Założyła fundację wspierającą dzieci i młodzież do czynnego uprawiania sportu.
Książki biograficzne o Marion Jones to m.in.: See how she runs, The Fastest Woman in the World, Life in the Fast Lane, Fast and Fearless, World Class Runner.
Absolwentka Uniwersytetu Karoliny Północnej.
Jest żoną Obadele Thompsona (od 2007 roku).

### Stosowanie środków dopingujących
Sprawa sądowa dotycząca afery BALCo trwała ponad cztery lata, w trakcie których Jones zaprzeczała zarzutom o stosowanie niedozwolonego dopingu. We wrześniu 2007 wyszły na jaw jej prywatne listy, w których przyznała się do stosowania dopingu. 6 października 2007 Jones przyznała się do dopingu w latach 1999–2001 oraz do składania fałszywych zeznań. 23 listopada 2007 Międzynarodowe Stowarzyszenie Federacji Lekkoatletycznych uznało za nieważne wszystkie wyniki i osiągnięcia uzyskane przez Marion Jones od września 2000. Ponadto zadecydowano, że musi ona zwrócić medale, nagrody, jak również pieniądze, które wywalczyła w zawodach lekkoatletycznych od tego czasu. Amerykance odebrano m.in. tytuły mistrzyni olimpijskiej i świata.
11 stycznia 2008 została skazana na pół roku więzienia za składanie fałszywych zeznań.

### Kariera koszykarska
Po zakończeniu kariery lekkoatletycznej została koszykarką. Sport ten uprawiała w czasie studiów, grając w zespole koszykarskim Uniwersytetu Karoliny Północnej, z którym w 1994 zdobyła mistrzostwo Dywizji I NCAA, zdobywając średnio 16,8 punktu na mecz. W 2003 została wybrana w drafcie do ligi WNBA przez zespół Phoenix Mercury, jednak nie wystąpiła w żadnym spotkaniu. W grudniu 2009 roku rozpoczęła treningi z drużyną San Antonio Silver Stars, występującą w lidze WNBA. 10 marca 2010 podpisała profesjonalny kontrakt z klubem ligi WNBA, Tulsa Shock. W rozgrywkach zadebiutowała 15 maja 2010 w meczu przeciwko Minnesocie Lynx. W lipcu 2011 została zwolniona z klubu. Łącznie wystąpiła w 47 spotkaniach ligi WNBA, w których w sumie zdobyła 121 punktów. Marion Jones grała na pozycji rozgrywającej.

#### Osiągnięcia
Na podstawie, o ile nie zaznaczono inaczej.
NCAA
- Mistrzyni NCAA (1994)
- Uczestniczka rozgrywek Sweet 16 turnieju NCAA (1994, 1995, 1997)
- Mistrzyni:
  - turnieju konferencji Atlantic Coast (ACC – 1994, 1995, 1997)
  - sezonu regularnego ACC (1997)
- MVP turnieju ACC (1997)
- Wybrana Koszykarską Legendą ACC (2014)
- Zaliczona do:
  - I składu:
    - All-American (1997 przez Basketball America)
    - ACC (1995, 1997)
    - turnieju:
      - ACC (1995, 1997)
      - NCAA West Regional (1995)

    - najlepszych pierwszorocznych zawodniczek ACC (1994)

  - składu 50. najlepszych koszykarek w historii rozgrywek ACC – Atlantic Coast Conference’s 50th Anniversary Women’s Basketball Team (2002)

## Odznaczenia
- Order Belize[12]

## Rekordy życiowe
| Data             | Zawody     | Lokalizacja                     | Wynik |
| ---------------- | ---------- | ------------------------------- | ----- |
| 12 września 1998 | 100 m      | Johannesburg, Afryka Południowa | 10,65 |
| 22 sierpnia 1999 | 100 m      | Sewilla, Hiszpania              | 10,70 |
| 11 września 1998 | 200 m      | Johannesburg, Afryka Południowa | 21,62 |
| 13 sierpnia 1997 | 200 m      | Zurych, Szwajcaria              | 21,76 |
| 22 kwietnia 2001 | 300 m      | Walnut, Kalifornia              | 35,68 |
| 16 kwietnia 2000 | 400 m      | Walnut, Kalifornia              | 49,59 |
| 31 maja 1998     | Skok w dal | Eugene, Oregon                  | 7,31  |

## Osiągnięcia
| Reprezentantka USA | Reprezentantka USA               | Reprezentantka USA              | Reprezentantka USA | Reprezentantka USA | Reprezentantka USA      |
| Rok                | Zawody                           | Lokalizacja                     | Miejsce            | Konkurencja        | Rezultat                |
| ------------------ | -------------------------------- | ------------------------------- | ------------------ | ------------------ | ----------------------- |
| 1992               | Mistrzostwa Świata Juniorów      | Seul, Korea Południowa          | 5                  | 100m               | 11,58 (wiatr: +0.3 m/s) |
| 1992               | Mistrzostwa Świata Juniorów      | Seul, Korea Południowa          | 7                  | 200m               | 24,09 (wiatr: +0.3 m/s) |
| 1992               | Mistrzostwa Świata Juniorów      | Seul, Korea Południowa          | 2                  | 4 × 100 m          | 44,51                   |
| 1997               | Mistrzostwa świata IAAF          | Ateny, Grecja                   | 1                  | 100 m              | 10,83                   |
| 1997               | Mistrzostwa świata IAAF          | Ateny, Grecja                   | 10                 | Skok w dal         | 6,63 m                  |
| 1998               | Puchar świata IAAF               | Johannesburg, Afryka Południowa | 1                  | 100 m              | 10,65                   |
| 1998               | Puchar świata IAAF               | Johannesburg, Afryka Południowa | 1                  | 200 m              | 21,62                   |
| 1998               | Puchar świata IAAF               | Johannesburg, Afryka Południowa | 2                  | Skok w dal         | 7,00                    |
| 1999               | Mistrzostwa świata IAAF          | Sewilla, Hiszpania              | 1                  | 100 m              | 10,70                   |
| 1999               | Mistrzostwa świata IAAF          | Sewilla, Hiszpania              | 3                  | Skok w dal         | 6,83                    |
| 2000               | Letnie Igrzyska Olimpijskie 2000 | Sydney, Australia               | dq                 | 100 m              | 10,75                   |
| 2000               | Letnie Igrzyska Olimpijskie 2000 | Sydney, Australia               | dq                 | 200 m              | 21,84                   |
| 2000               | Letnie Igrzyska Olimpijskie 2000 | Sydney, Australia               | dq                 | Skok w dal         | 6,92                    |
| 2001               | Mistrzostwa świata IAAF          | Edmonton, Kanada                | dq                 | 100 m              | 10,85                   |
| 2001               | Mistrzostwa świata IAAF          | Edmonton, Kanada                | dq                 | 200 m              | 22,39                   |
| 2002               | Puchar świata IAAF               | Madryt, Hiszpania               | dq                 | 100 m              | 10,90                   |

- IOC i IAAF pozbawiły Jones wszystkich medali, punktów i wyników, uzyskanych po 1 września 2000, po tym jak Jones przyznała się do zażywania sterydów przed Igrzyskami Olimpijskimi w 2000[13].

dq – dyskwalifikacja